# Saga (mitologia)
A la mitologia nòrdica,  Saga  o  Saga  és una Ásynjur i potser és un altre nom per Frigg. Aquest nom pot significar  "la que veu"  o (menys probable)  "anunciadora" . És esmentada a la  Grímnismál .
| Sökkvabekkr heitir inn fjórði, En Thar Svale knegu Unnir yfir glymja; Thar Thau Óðinn ok Saga Drekka um alla daga Glöð òr gullnum kerum. Grímnismál 7, Edició de Gudni Jónsson | Sökkvabekk és anomenat el quart En el qual Les gèlides ones ressonen; Odin i Saga allà, Alegres cada dia, De tasses daurades beuen a grans glops. Grímnismál 7, Traducció de Thorpe Arxivat 2008-01-06 a Wayback Machine. |  |

Sökkvabekkr significa  "vestíbul dels bancs enfonsats" .